# مدل بلوغ قابلیت یکپارچه

سطوح مدل بلوغ قابلیت یکپارچه

مدل بلوغ قابلیت یکپارچه (انگلیسی: Capability Maturity Model Integration) برنامه‌ای برای آموزش و ارزیابی سطح بهبود فرایندها می‌باشد. این مدل تحت مدیریت مؤسسه سی‌ام‌ام‌آی (به انگلیسی: CMMI Institute) که از مؤسسات زیرمجموعهٔ انجمن حسابرسی و کنترل سامانه‌های اطلاعاتی محسوب می‌شود، در دانشگاه کارنگی ملون و توسط مؤسسه مهندسی نرم‌افزار، توسعه یافت. امروزه مدل بلوغ قابلیت یکپارچه در بسیاری از قراردادهای وزارت دفاع ایالات متحده آمریکا و دولت ایالات متحده، در حوزهٔ توسعه نرم‌افزار مورد استفاده قرار می‌گیرد. مؤسسه سی‌ام‌ام‌آی مدعی است که این مدل می‌تواند در راستای هدایت و بهبود فرایندها در یک پروژه، بخش یا یک سازمان، استفاده شود. مدل بلوغ قابلیت یکپارچه، ۵ سطح بلوغ برای فرایندها تعریف می‌کند، که شامل سطوح؛ آغازین، مدیریت‌شده، تعریف‌شده، مدیریتِ کمّی و بهینه‌سازی، می‌باشد. نسخه دوم این مدل در سال ۲۰۱۸ منتشر شد. مدل بلوغ قابلیت یکپارچه بعنوان یک اختراع، توسط دانشگاه کارنگی ملون، در اداره ثبت اختراعات و علائم‌تجاری ایالات متحده، ثبت شده‌است.